# Erich Fronhöfer
Erich Fronhöfer (27 de dezembro de 1895 — 12 de janeiro de 1970) foi um oficial alemão que serviu durante a Segunda Guerra Mundial. Foi condecorado com a Cruz de Cavaleiro da Cruz de Ferro.
Participou das duas guerras mundiais, sendo no final da Segunda Guerra Mundial capturado no dia 4 de maio de 1945, sendo libertado somente no dia 18 de maio de 1948.

## Carreira

### Patentes
| Unteroffizier  | 7 de dezembro de 1914 |
| Fähnrich       | 5 de maio de 1915     |
| Leutnant       | 18 de junho de 1915   |
| Oberleutnant   | 31 de julho de 1925   |
| Hauptmann      | 1 de maio de 1930     |
| Major          | 1 de dezembro de 1935 |
| Oberstleutnant | 1 de janeiro de 1939  |
| Oberst         | 1 de novembro de 1941 |
| Generalmajor   | 1 de agosto de 1944   |

### Condecorações
| Cruz de Ferro 2ª Classe - 1914                           |
| Cruz de Ferro 1ª Classe - 1914                           |
| Badge de Feridos em Prata, 1918                          |
| Ehrenkreuz für Frontkämpfer                              |
| Broche da Cruz de Ferro 2ª Classe                        |
| Broche da Cruz de Ferro 1ª Classe                        |
| Cruz de Cavaleiro da Cruz de Ferro - 24 de julho de 1941 |